# 都留市立東桂中学校
都留市立東桂中学校（つるしりつひがしかつらちゅうがっこう）は、山梨県都留市にある公立中学校。都留市内の他の中学校と同様、文化祭と体育祭を合わせて「学園祭」として実施しており、その名称を「桂鮎祭」（けいねんさい）という。

## 沿革
- 1947年（昭和22年）4月1日、新学制実施により「東桂国民学校」が廃止され、男女共学の新制中学校「東桂村立東桂中学校」開校。東桂小学校西側教室等を使用。6月10日、PTA設立。
- 1949年（昭和24年）7月25日 - 新校舎落成式を挙行（小学校併置）。
- 1954年（昭和29年）4月29日 - 谷村町、宝村、禾生村、盛里村、東桂村が合併し都留市が誕生。「都留市立東桂中学校」と改称。
- 1955年（昭和30年）3月22日 - 校旗樹立。
- 1957年（昭和32年）11月1日 - 校歌制定。12月11日、旧校舎より現在地に移転、学校創立記念日として制定。
- 1963年（昭和38年）12月25日 - 屋内体育館完成
- 1966年（昭和41年）4月30日 - 運動場拡張用地買収(335 坪[要説明])
- 1970年（昭和45年）4月28日 - 東桂小中学校給食センター完成
- 1972年（昭和47年）8月9日 - 東桂中学校プール完成
- 1976年（昭和51年）8月31日 - 第一期新築工事開始。
- 1977年（昭和52年）8月26日 - 第一期工事新校舎落成
- 1979年（昭和54年）10月22日 - バックネット完成。11月26日、クラブハウス完成。
- 1982年（昭和57年）7月29日 - 第二期特別校舎増築工事始まる。
- 1983年（昭和58年）3月15日 - 理科1.2・被服・調理・図書・生徒会・会議・生徒指導・放送室 (含むスタジオ)・各学年教室各1.各階物置・玄関等完成。
- 1984年（昭和59年）3月10日 - 校舎正門門柱及びフェンス完成。10月9日、自転車置場87 m2完成。
- 1985年（昭和60年）3月10日 - 中庭環境整備工事完成。6月25日、プール新浄化装置新設。
- 1988年（昭和63年）2月5日 - 屋内運動場竣工式。
- 1989年（平成元年）4月21日 - テニスコート完成。
- 1997年（平成9年）9月13日 - 創立50周年記念式典開催。

## 部活動

### 運動部
- サッカー部
- 野球部
- ソフトボール部
- 男子ソフトテニス部
- 女子ソフトテニス部
- 男子バスケットボール部
- 女子バスケットボール部
- 卓球部
- バレー部

### 文化部
- 吹奏楽部

## 校歌
作詩・勝承夫、作曲・平井康三郎